# Villa Argentina (Mendrisio)
Villa Argentina, in origine Villa Bernasconi, è una residenza signorile di Mendrisio, in Canton Ticino. Oggi ospita gli uffici direzionali dell'Accademia di architettura dell'Università della Svizzera Italiana.

## Storia

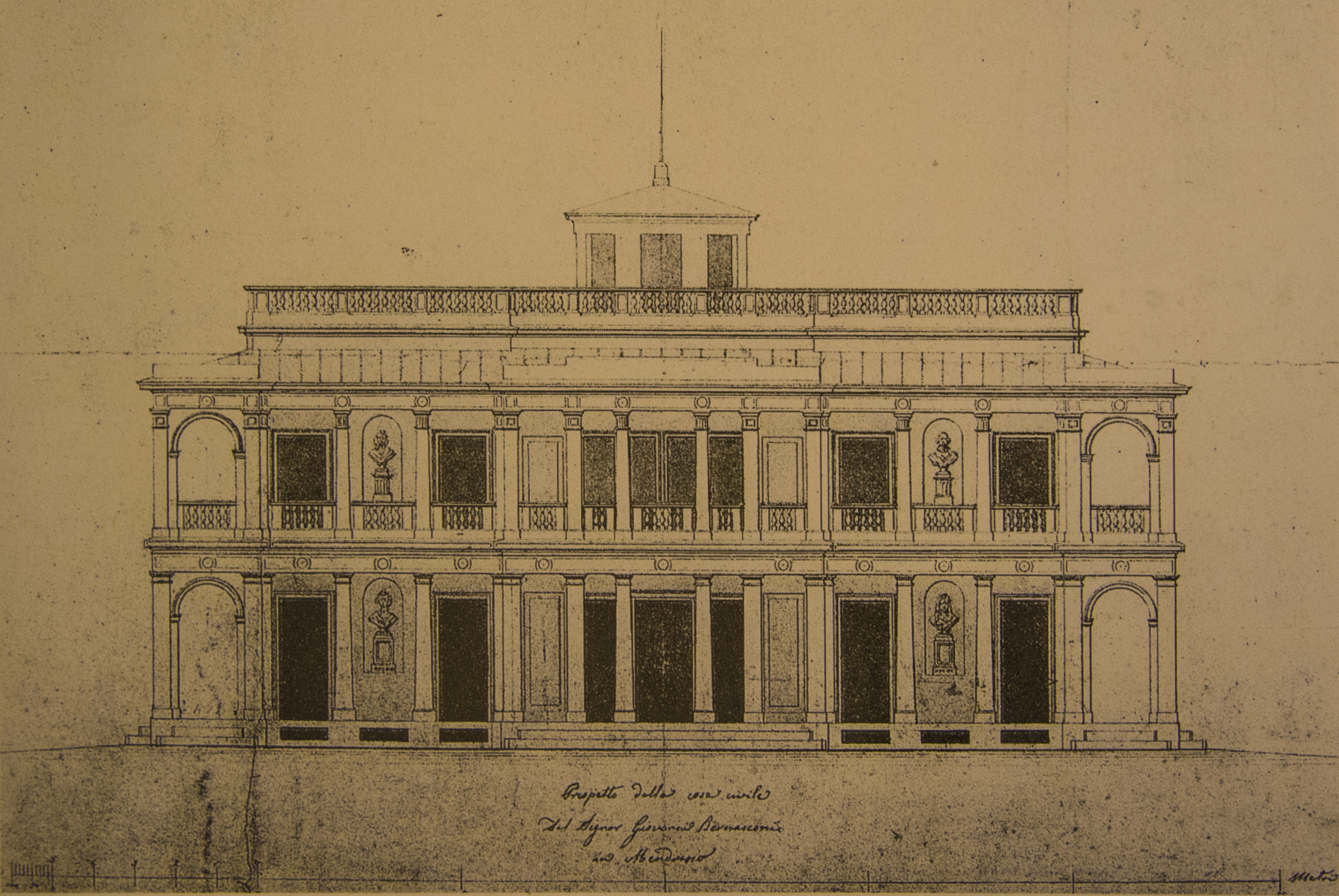
Il prospetto nordoccidentale della villa nel progetto originario.

Il progetto risale al 1872-1873, periodo in cui il committente Giovanni Bernasconi si trovava in Argentina per la sua attività imprenditoriale. Bernasconi voleva un'abitazione a Mendrisio da utilizzare come residenza estiva.
La villa fu concepita per relazionarsi al meglio con il territorio circostante: sorge ai piedi di una collina ed è circondata da un ampio parco. La pendenza della collina ha determinato l'orientamento della facciata principale, leggermente discostata rispetto alla strada.
Negli anni 1980 la villa degli eredi Bernasconi è stata acquisita dal comune di Mendrisio e oggi ospitala Direzione dell'Accademia di architettura, l'Amministrazione, la Segreteria didattica, gli uffici dei servizi e della logistica. Hanno qui la loro sede anche l'Istituto di storia e teoria dell'arte e dell'architettura, il Laboratorio di Storia delle Alpi e Mendrisio Academy Press, la casa editrice dell'Accademia.

## Descrizione

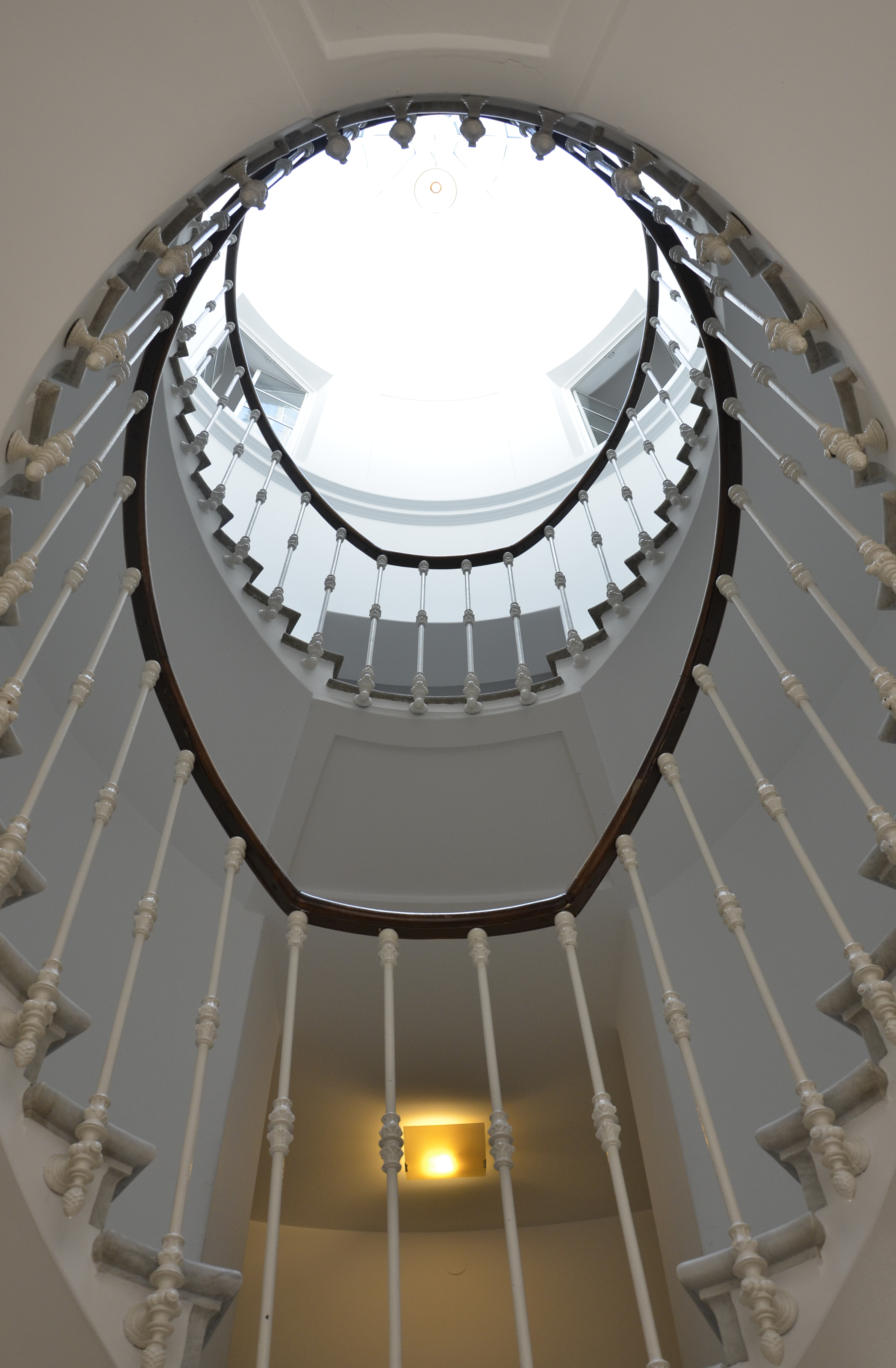
La scala elicoidale al centro della villa.

La villa è strutturata su due piani fuori terra a cui si aggiunge un mezzanino. Si eleva su uno zoccolo sul quale corre il primo dei due ordini di loggiati caratterizzati da una successione di serliane liberamente rivisitate che creano, su tutti i quattro lati, colonnati perimetrali a sostegno di un architrave retto o ad arco, riprendendo le geometrie rigorose di Andrea Palladio. L'edificio è a pianta rettangolare e sovrastato da un lucernario che poggia su un tamburo circolare.
Stilisticamente la villa richiama gli edifici coloniali della campagna argentina: ne sono un esempio i pavimenti originali del piano terra e i serramenti dello stesso, che un tempo si aprivano fino a terra (le portefinestre furono trasformate in finestre con l'insediamento nella villa degli uffici dell'Università della Svizzera Italiana). Anche gli stessi loggiati sono richiami all'architettura sudamericana, così come la torretta che rimanda ai miradores (belvedere) argentini.
La principale caratteristica degli interni, decorati ad opera del pittore Raffaele Armenise, è la scala elicoidale che collega i due piani e il sottotetto, dove si trovavano le stanze della servitù, e si innalza al di sotto del lucernario, che può così dare luce ai locali di entrambi i piani.